# Photodiode
 (septembre 2012).
Si vous disposez d'ouvrages ou d'articles de référence ou si vous connaissez des sites web de qualité traitant du thème abordé ici, merci de compléter l'article en donnant les références utiles à sa vérifiabilité et en les liant à la section « Notes et références ».

symbole de la photodiode

Une photodiode est un composant semi-conducteur ayant la capacité de capter un rayonnement du domaine optique et de le transformer en signal électrique.

## Généralités
Comme beaucoup de diodes en électronique elle est constituée d'une jonction PN. Cette configuration de base fut améliorée par l'introduction d'une zone intrinsèque (I) pour constituer la photodiode PIN. En absence de polarisation (appelé mode photovoltaïque) elle crée une tension. En polarisation inverse par une alimentation externe (mode photoampérique), elle crée un courant. On repère 3 régions distinctes :	 
1. une zone de charge d'espace (ZCE) appelée couramment zone de déplétion et de diffusion
2. une région dopée de type N
3. une région dopée de type P.

Ce composant relève de l'opto-électronique.

## Fonctionnement

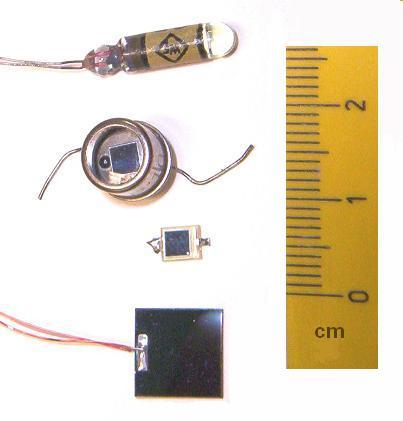
Photodiodes

Quand un semi-conducteur est exposé à un flux lumineux, les photons sont absorbés à condition que l’énergie du photon ({\displaystyle E_{ph}=h\nu }) soit supérieure à la largeur de la bande interdite (Eg). Ceci correspond à l'énergie nécessaire que doit absorber l'électron afin qu'il puisse quitter la bande de valence (où il sert à assurer la cohésion de la structure) vers la bande de conduction, le rendant ainsi mobile et capable de générer un courant électrique. L’existence de la bande interdite entraîne l’existence d’un seuil d’absorption tel que {\displaystyle h\nu _{0}=E_{g}}.
Lors de l’absorption d’un photon, deux phénomènes peuvent se produire :
- La photoémission : c'est la sortie de l’électron hors du matériau photosensible. L’électron ne peut sortir que s'il est excité près de la surface.
- La photoconductivité : l’électron est libéré à l’intérieur du matériau. Les électrons ainsi libérés contribuent à la conductivité électrique du matériau.

Lorsque les photons pénètrent dans le semi-conducteur munis d’une énergie suffisante, ils peuvent créer des photoporteurs (électrons et trous d'électrons) en excès dans le matériau. On observe alors une augmentation du courant. Deux mécanismes interviennent simultanément :
- Il y a création de porteurs minoritaires, c'est-à-dire des électrons dans la région P et des trous dans la région N. Ceux-ci sont susceptibles d’atteindre la ZCE par diffusion et d’être ensuite propulsés vers des zones où ils sont majoritaires. En effet, une fois dans la ZCE, la polarisation étant inverse, on favorise le passage des minoritaires vers leur zone de prédilection. Ces porteurs contribuent ainsi à créer le courant de diffusion.
- Il y a génération de paires électron trou dans la ZCE, qui se dissocient sous l’action du champ électrique ; l’électron rejoignant la zone N, le trou la zone P. Ce courant s’appelle le courant de transit ou photocourant de génération.

Ces deux contributions s’ajoutent pour créer le photocourant Iph qui s’additionne au courant inverse de la jonction. L’expression du courant traversant la jonction est alors :
{\displaystyle I_{d}=I_{s}(e^{E_{g} \over nU_{t}}-1)-I_{ph}}

## Caractéristiques électriques
Une photodiode peut être représentée par une source de courant Iph (dépendant de l’éclairement), en parallèle avec la capacité de jonction Cj et une résistance de shunt Rsh d'une valeur élevée (caractérisant la fuite de courant), l'ensemble étant en série avec une résistance interne Rs :
- résistance de shunt : la résistance de shunt d'une photodiode idéale est infinie. En réalité cette résistance est comprise entre 100 kΩ et 1 GΩ selon la qualité de la photodiode. Cette résistance est utilisée pour calculer le courant de fuite (ou bruit) en mode photovoltaïque, c'est-à-dire sans polarisation de la photodiode.
- capacité de jonction : cette capacité est due à la zone de charge ; elle est inversement proportionnelle à la largeur de charge d'espace (W) : {\displaystyle C_{j}={\delta _{SC} \over W}A}. Où A est la surface de coupe de la photodiode. W est proportionnel à la polarisation inverse et la capacité diminue si la polarisation augmente. Cette capacité oscille autour de 100 pF pour les faibles polarisations à quelques dizaines de pF pour les polarisations élevées.
- résistance interne : cette résistance est essentiellement due à la résistance du substrat et aux résistances de contact. Rs peut varier entre 10 et 500Ω selon la surface de la photodiode.

Autres caractéristiques :
- temps de réponse : il est habituellement défini comme le temps nécessaire pour atteindre 90 % du courant final dans la photodiode. Ce temps dépend de 3 facteurs :
  - ttransit : temps de parcours des porteurs dans la zone de charge d'espace.
  - tdiffusion : temps de parcours des porteurs dans les régions neutres.
  - la constante de temps tτ : constante de temps du schéma équivalent (de résistance RS + RC et de capacité Cj + Cγ) : {\displaystyle t_{\tau }=(R_{S}+R_{C})(C_{j}+C_{\gamma })}. Ainsi la constante de temps est égale à : {\displaystyle {\sqrt {{t_{transit}}^{2}+{t_{diffusion}}^{2}+{t_{\tau }}^{2}}}}. Mais chaque temps est difficile à déterminer ; seul le temps global est pris en compte. En général le temps de diffusion est plus lent que le temps de transit.
- photosensibilité : elle est définie par {\displaystyle S_{ph}={\Delta I_{ph} \over \Delta E}} et détermine les conditions d’utilisation (200 nA/Lux pour les photodiodes au germanium (Ge), 10 nA/Lux pour les photodiodes au silicium (Si)). Les photodiodes Ge présentent une photosensibilité plus importante mais leur courant d'obscurité est notable I0 = 10 uA. Il est donc préférable d’utiliser des photodiodes Si (I0 = 10 pA) pour la détection des éclairements faibles.
- rendement de capture : c’est le rapport du nombre de charges élémentaires traversant la jonction sur le nombre de photons incidents. Ce rendement dépend de la longueur d’onde du rayonnement et des paramètres de construction du composant. Il va définir le domaine spectral d’utilisation du détecteur.

## Optimisation
Pour avoir une meilleure efficacité quantique, la majorité des photoporteurs devront être créés dans la ZCE, où le taux de recombinaison est faible. On y gagne ainsi au niveau du temps de réponse de la photodiode. Pour réaliser cette condition, la photodiode devra avoir une zone frontale aussi mince que possible. Cette condition limite cependant la quantité de rayonnement absorbée. Il s’agit donc de faire un compromis entre la quantité de rayonnement absorbée et le temps de réponse de la photodiode : généralement {\displaystyle W\geq {1 \over \alpha }}. W étant la largeur de la ZCE et α, le coefficient d’absorption.
Nous venons de voir l’intérêt d’avoir une zone de charge d’espace suffisamment grande pour que le photocourant soit essentiellement créé dans cette zone et suffisamment mince pour que le temps de transit ne soit pas trop important. On peut toutefois augmenter artificiellement en intercalant une région intrinsèque I entre les régions de type N et de type P. Ceci conduit à un autre type de photodiode : les photodiodes PIN.
Si la polarisation inverse de la structure est suffisante, un champ électrique important existe dans toute la zone intrinsèque et les photoporteurs atteignent très vite leur vitesse limite. On obtient ainsi des photodiodes très rapides. De plus, le champ électrique dans la région de déplétion (la ZCE) empêche la recombinaison des porteurs, ce qui rend la photodiode très sensible.

## Cas des phototransistors

### Fonctionnement

Symbole du phototransistor.

Un phototransistor est un transistor sensible à la lumière. Il a été inventé en 1948 par John Shive, chercheur aux Laboratoires Bell, mais la découverte n'a été rendue publique qu'en 1950. Un type commun de phototransistor est ce qu'on appelle un transistor bipolaire enveloppé dans une coque transparente qui permet à la lumière d'atteindre la jonction du collecteur de base. La base est alors dite flottante puisqu’elle est dépourvue de connexion. Lorsque la base n’est pas éclairée, le transistor est parcouru par le courant de fuite ICE0. L’éclairement de la base conduit à un photocourant Iph que l’on peut nommer courant de commande du transistor.
Celui-ci apparaît dans la jonction collecteur-base sous la forme : {\displaystyle I_{C}=\beta I_{ph}+I_{CE0}} .
Pour simplifier, lorsque la base est éclairée le phototransistor est équivalent à un interrupteur fermé entre l'émetteur et le collecteur et lorsque la base n'est pas éclairée, c'est équivalent à un interrupteur ouvert.
Le courant d'éclairement du phototransistor est le photocourant de la photodiode collecteur-base multiplié par l'amplification β du transistor. Sa réaction photosensible est donc nettement plus élevée que celle d’une photodiode (de 100 à 400 fois plus). Par contre le courant d'obscurité est plus important.
On observe une autre différence entre phototransistor et photodiode : la base du phototransistor est plus épaisse, ce qui entraîne une constante de temps plus importante et, donc une fréquence de coupure plus basse que celle des photodiodes.
On peut éventuellement augmenter la fréquence de coupure en diminuant la photosensibilité en connectant la base à l'émetteur.

### Application
En association avec une led infrarouge, les utilisations les plus courantes sont dans la robotique avec le cas du suiveur de ligne (ligne noire sur fond blanc) ou de la détection d'obstacle sur de courtes distances.

## Photodiode épinglée
Ne doit pas être confondu avec Photodiode PIN.
Une photodiode épinglée (en anglais pinned photodiode ou PPD) possède un implant peu profond (P+ ou N+) dans une couche de type N ou P, respectivement, sur une couche de substrat de type P ou de type N (respectivement), de façon que la couche de diffusion intermédiaire puisse être totalement vidée de porteurs majoritaires, comme dans la région de base d'un transistor bipolaire. La PPD (habituellement PNP) est utilisée dans les capteurs à pixels actifs CMOS ; une variante avancée à triple jonction NPNP avec la capacité tampon MOS, le rétro-éclairage, avec un transfert de charge total et sans retard d'image a été inventée par Sony en 1975. Ce schéma a depuis été largement été utilisé dans beaucoup d'applications de dispositifs à transfert de charge.

## Réponse spectrale des photodiodes au silicium
Des photodétecteurs en silicium avec une réponse spectrale définie par le design sont décrits. À cette fin, les technologies modernes de micro-usinage en général ainsi que deux propriétés du photodétecteur en silicium intégré en particulier sont utilisées. Premièrement, la dépendance du coefficient d'absorption à la longueur d'onde est exploitée. Deuxièmement, le fait que le filtre d'interférence multicouche à la jonction pn soit développé en traitant une tranche de silicium est exploité. L'indice de réfraction complexe du silicium, n * = n - jk, dépend de la longueur d'onde dans la partie visible du spectre en raison d'une bande interdite indirecte à 1,12 eV et de la possibilité d'une transition directe à 3,4 eV, ce qui fait que le matériau absorbe fortement le rayonnement UV et agit pratiquement comme un matériau transparent pour les longueurs d'onde supérieures à 800 nm. Ce mécanisme permet de concevoir des capteurs de couleur et également des photodiodes avec une réponse discernable dans le réseau IR ou UV. La transmission de la lumière incidente avec un empilement de surface de films minces au silicium volumétrique dépend de la longueur d'onde. La compatibilité nécessaire avec les processus microélectroniques conventionnels en silicium limite la gamme des matériaux idéaux aux matériaux compatibles avec le silicium traditionnellement utilisés pour la fabrication de circuits intégrés. Des données précises sur : le Si cristallin, le SiO2 obtenu par croissance thermique, le polysilicium LPCVD, le nitrure de silicium (à faible perte et stœchiométrique) et les oxydes (LTO, PSG, BSG, BPSG), les oxynitrures PECVD ainsi que les métaux en couches minces sont fournies pour améliorer la qualité prédictive de la simulation. Pour un micro-spectromètre complet, des actions de micro-usinage sont généralement utilisées pour fabriquer le composant de diffusion. Des dispositifs fonctionnant dans le réseau spectral visible ou infrarouge basé sur un réseau Fabry-Perot ou un étalon sont présentés.